# Simone Menne
Simone Menne (* 7. Oktober 1960 in Kiel) ist eine deutsche Managerin. Von 2012 bis 2016 war sie CFO der Lufthansa AG. Vom 1. September 2016 bis Ende 2017 war sie in der Unternehmensleitung von Boehringer Ingelheim zuständig für den Unternehmensbereich Finanzen. Simone Menne ist Aufsichtsrätin und Non-Executive Director in diversen Unternehmen (u. a. Henkel, Siemens Energy AG, Universitätsklinikum Schleswig-Holstein und Russell Reynolds) und betreibt eine Kunstgalerie in Kiel.

## Leben und beruflicher Werdegang
Simone Menne wuchs in der Nähe von Kiel auf; ihr Vater war gelernter Drechsler, ihre Mutter arbeitete bei einem Steuerberater. Nach dem Abitur absolvierte sie zunächst eine Ausbildung zur Fachgehilfin in steuer- und wirtschaftsberatenden Berufen und studierte im Anschluss Betriebswirtschaft an der Christian-Albrechts-Universität zu Kiel. 

## Karriere
1987 begann sie in der Revisionsabteilung der ITT Corporation. 1989 wechselte sie als Revisorin zur Lufthansa. Ab 1992 leitete sie dort das Rechnungswesen für die Region Westafrika. Später leitete Menne als Geschäftsführerin der Lufthansa Revenue Services die EDV, die Nutzerservices sowie ein Projekt zur Neuausrichtung der Erlös- und Leistungsrechnung des Geschäftsbereichs Lufthansa Passage. Von 1999 bis 2004 verantwortete sie die kaufmännische Verwaltung sowie den Personalbereich, bis 2001 zunächst für die Region Südwesteuropa, später für Europa insgesamt. Von 2004 bis 2010 leitete Menne das Finanz- und Rechnungswesen der Lufthansa Technik. 2010 wechselte Menne als CFO zur damaligen LH-Tochter British Midland und begleitete deren Verkauf an die International Airlines Group. 2012 wurde Menne zur Finanzchefin der Deutschen Lufthansa berufen und damit der erste weibliche Finanzvorstand eines DAX-Konzerns. In ihrer Funktion verteidigte sie die Notwendigkeit von Frauenquoten für Führungspositionen.
Menne war Aufsichtsratsvorsitzende der Lufthansa Cargo AG, LSG Lufthansa Service Holding AG, Lufthansa Systems AG und der Delvag Luftfahrtversicherungs AG, außerdem Aufsichtsratsmitglied der Lufthansa Technik AG. Das Unternehmen teilte am 9. Juni 2016 mit, dass Menne um eine vorzeitige Beendigung ihres Vorstandsvertrags zum 31. August 2016 gebeten habe. Sie wechselte zum 1. September 2016 in die Unternehmensleitung von Boehringer Ingelheim und war dort als Mitglied der Unternehmensleitung verantwortlich für den Bereich Finanzen. Mit Ende des Jahres 2017 endete ihre Tätigkeit für Boehringer Ingelheim.
Seitdem arbeitet Simone Menne hauptsächlich in verschiedenen Aufsichtsräten und spricht auf Veranstaltungen zu Themen wie Digitalisierung und die Rolle der Frauen in der Wirtschaft. Als Aufsichtsrätin ist sie für die Siemens Energy AG (seit Mai 2024) und Henkel AG & Co. KGaA (seit 2020) und Russell Reynolds. Zudem ist sie Teil des Aufsichtsrats der DEKRA und des Universitätsklinikums Schleswig-Holstein und sitzt im Kuratorium des Fraunhofer-Instituts für Angewandte Informationstechnik FIT.
Simone Menne betreibt seit 2018 eine Galerie in ihrer Heimatstadt Kiel mit Werken junger norddeutscher und anderer Künstler. Zudem moderiert sie seit 2021 den Stern-Podcast „Die Boss“
Seit 2017 ist Menne Mitglied im Beirat der Bundeswehr Consulting. Seit Frühjahr 2021 ist sie Mitglied von Bündnis 90/Die Grünen. Seit 25. Juni 2021 ist sie Präsidentin der American Chamber of Commerce in Germany (AmCham Germany).